# Île Bruzzi
Pour les articles homonymes, voir Bruzzi.
L'île Bruzzi, en langue corse isula Bruzzi, est un îlot inhabité de Corse à la pointe de la presqu'île du même nom.
Il s'agit en réalité d'amas rocheux désertiques dépendant administrativement de Pianottoli-Caldarello. Elle fait partie de la réserve naturelle des Bouches de Bonifacio.